# Palio di Ferrara
Il Palio di Ferrara è una competizione tra le otto contrade di Ferrara, costituite dai quattro rioni all'interno delle mura medievali e i quattro borghi all'esterno. Costituisce il palio più antico del mondo ed è una rievocazione storica che trae origine da festeggiamenti del 1259, ripetuti nel 1279 e divenuti palio straordinario nel 1471, col ritorno da Roma di Borso d'Este appena ottenuta l'investitura ducale da parte di papa Paolo II. Dopo secoli la tradizione venne rinnovata a partire dal 1933 e poi, nuovamente, nel 1967.

## Storia

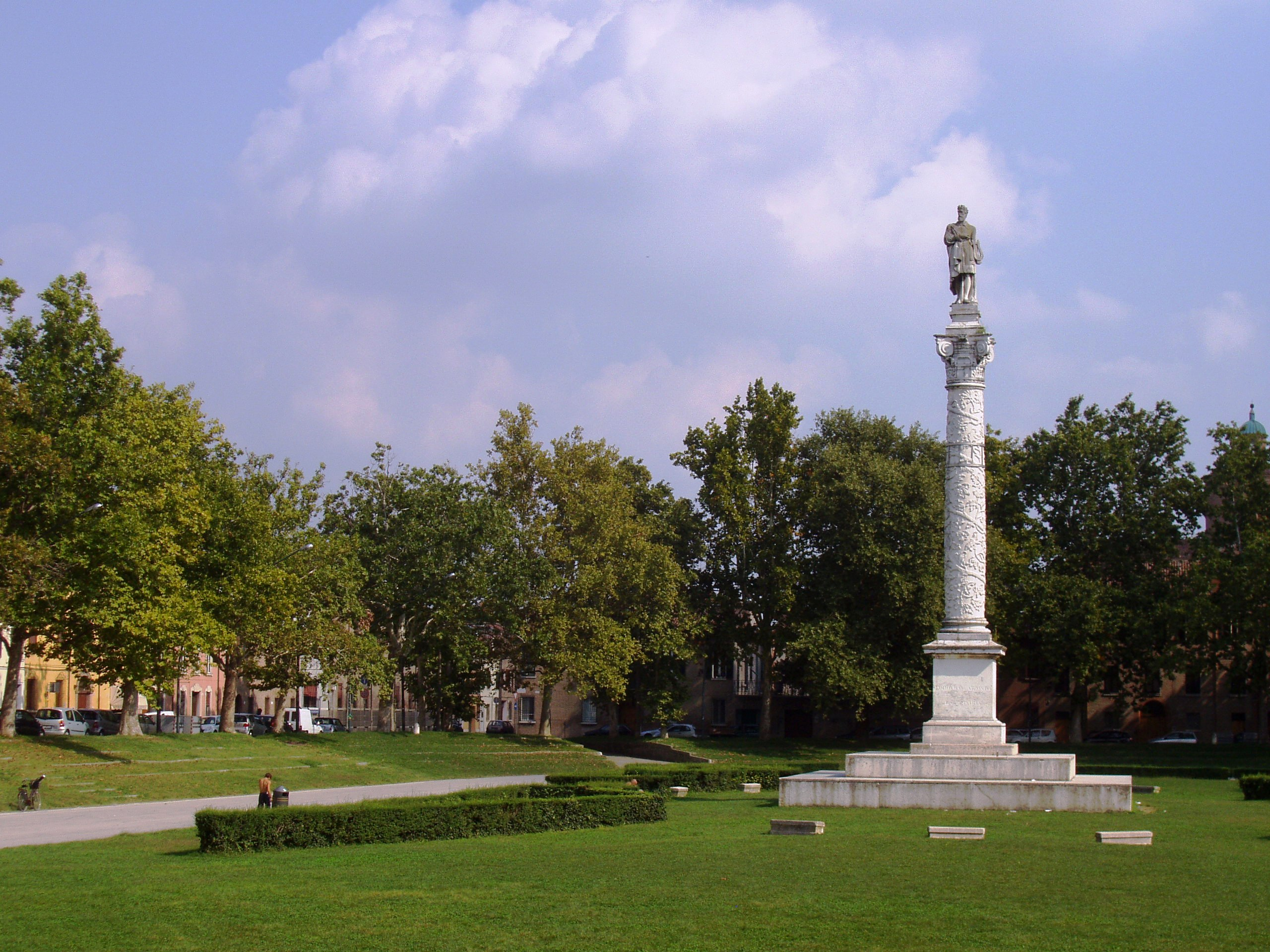
La piazza Ariostea a Ferrara dove si corre il Palio

Le vicende del palio estense si dividono in tre diversi periodi storici.

### Palio medievale
Le cronache locali riferiscono che il popolo ferrarese per festeggiare la vittoria ottenuta a Cassano d'Adda nel 1259 da Azzo VII d'Este, comandante delle truppe pontificie su Ezzelino III da Romano detto "il Tiranno" comandante delle truppe imperiali, organizzò corse di fanti e fantesche, somari e cavalli per le vie della città. La tradizione divenne così forte che le corse vennero organizzate per festeggiare nascite e matrimoni ed istituzionalizzate nel 1279 stabilendo l'obbligo di correre "in festo beati Georgi" il 23 aprile e per la Madonna il 15 agosto. La corsa, in seguito, divenne occasione per ricordare il palio straordinario celebrato per festeggiare Borso d'Este, nominato duca dal papa Paolo II, e rientrato a Ferrara l'ultima domenica di maggio del 1471. La città venne divisa in borghi e rioni, i borghi esterni alle mura ed i rioni interni ad esse. Le corse si disputarono ininterrottamente fino al 1600 poi vennero in parte sostituite da altre parate e poco a poco se ne perse la tradizione.

### Palio nel XX secolo
(Parole di Italo Balbo pronunciate a Ferrara prima della sua partenza per Orbetello nel 1933 dove si stava preparando per la crociera aerea del Decennale.)

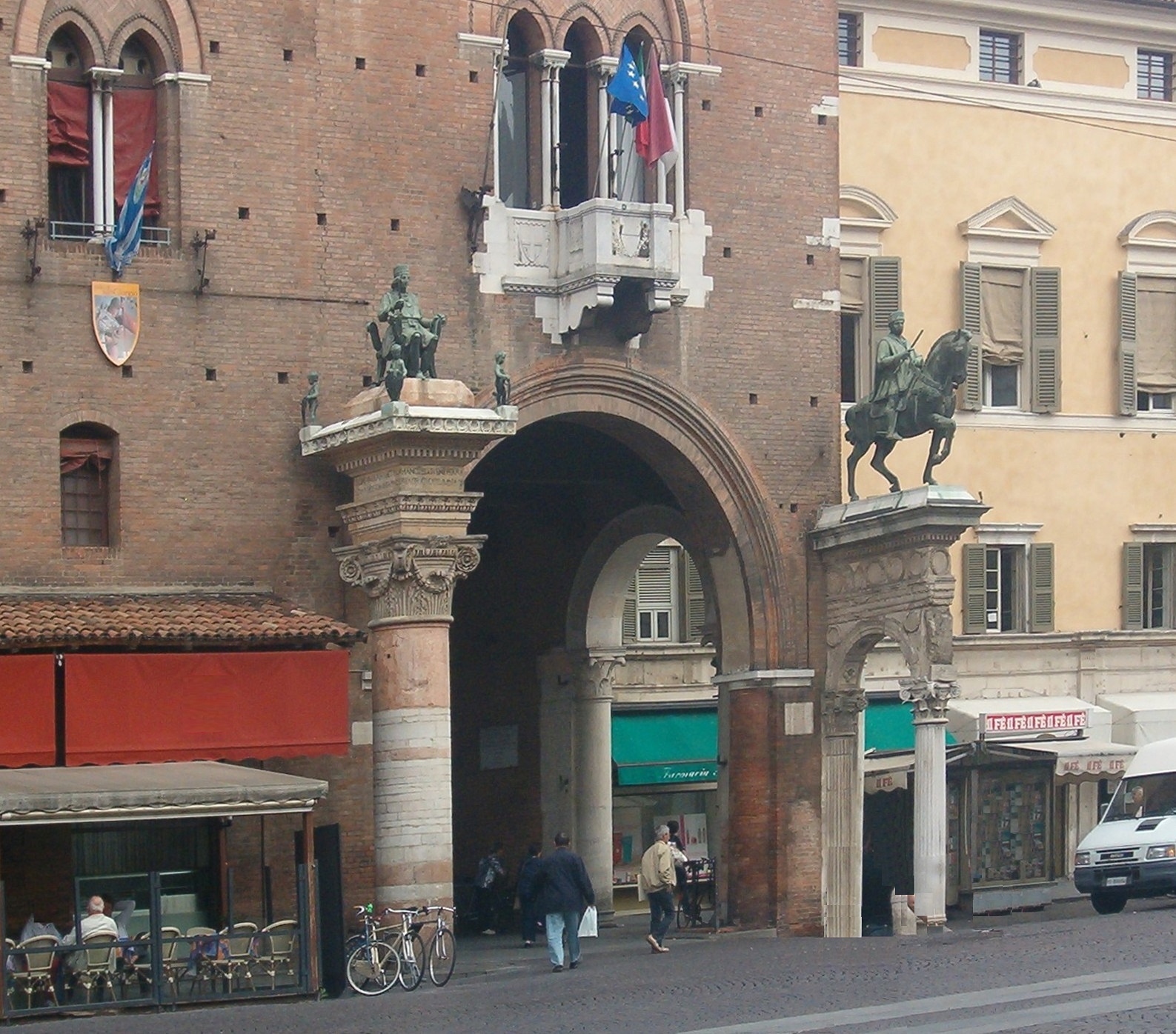
Volto del Cavallo, Palazzo Municipale di Ferrara. Le statue di Borso d'Este seduto e Niccolò III d'Este a cavallo sono copie eseguita negli anni venti del secolo scorso.

Negli anni trenta del XX secolo, nella cerchia ristretta di Italo Balbo, tra i quali Renzo Ravenna, podestà della città dal 1926 al 1938, e Nello Quilici, giornalista direttore del Corriere Padano, si decise di rivalutare le antiche tradizioni per dar nuovo lustro al capoluogo estense.  Quindi, a partire dal 1933, il Palio riprese vita, e questo in coincidenza con le iniziative legate alla Mostra per le celebrazioni del IV Centenario Ariostesco. Interessante ricordare che il disegno dei costumi per la sfilata fu affidato a Nives Comas Casati, pure lei tra i collaboratori di Balbo, che per questi si ispirò agli affreschi del Palazzo Schifanoia. Con gli eventi bellici la manifestazione venne sospesa e quindi soppressa, e riprese solo dopo quasi trent'anni, nel 1967

### Palio nel XXI secolo

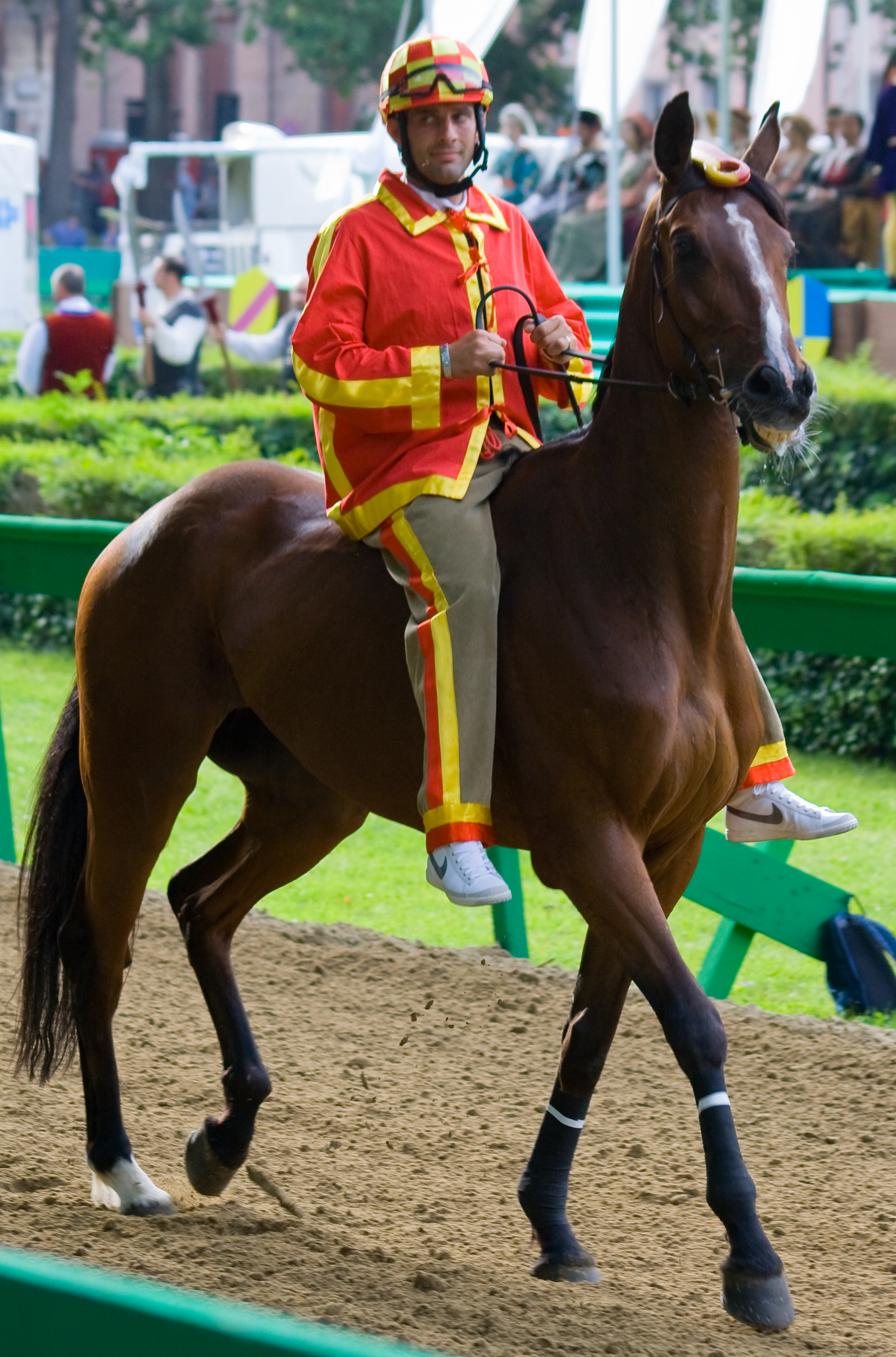
Palio di Ferrara - Edizione 2008

Nel XXI secolo il Palio si corre stabilmente l'ultima domenica di maggio, e giunge a concludere un mese di festeggiamenti, parate, gare competizioni tra le otto contrade della città estense (San Giorgio, San Giacomo, San Paolo, Santo Spirito, Santa Maria in Vado, San Luca, San Giovanni e San Benedetto) che si sfidano in appassionanti gare di bandiere e musica, corse tra putti (Palio di San Romano) e putte (Palio di San Paolo), i putti e le putte sono giovani sotto i 15 anni, asine (Palio di San Maurelio) e per aggiudicarsi il prezioso drappo dedicato a San Giorgio nella travolgente corsa dei berberi, cavalli mezzosangue. Otto giorni prima della gara si svolge la sfilata di tutte le contrade. Inizialmente la sfilata si svolgeva lungo corso della Giovecca per poi entrare nel Castello Estense mentre a partire dagli anni duemila la sfilata è stata spostata lungo corso Ercole I d'Este (antica via degli Angeli), poiché è considerata in tal modo la ricostruzione storica dell'evento del ritorno del duca Borso in città dopo il ritorno da Roma dove ottenne il titolo di Duca di Ferrara. Il Palio si svolge, salvo rare occasioni, sempre l'ultima domenica di maggio in piazza Ariostea. La sede della Fondazione Palio Città di Ferrara si trova nella torre dell'Orologio.
L'edizione del 2023 si è svolta per la prima volta di sabato ed in notturna, le gare hanno avuto luogo il giorno 27 maggio.

## Contrade
Le Contrade che partecipano al Palio di Ferrara sono otto e si dividono in quattro borghi e quattro rioni. Sono definite rioni le contrade col territorio compreso all'interno delle mura di Ferrara e borghi le contrade col territorio all'esterno delle mura.

### Borghi
| Impresa       | Colori       | Territorio |
| ------------- | ------------ | --- |
| Aquila bianca | Giallo e Blu | Viale Cavour (lato dispari) fino a Corso Isonzo (lato dispari), Via Darsena (da C.so Isonzo a V.le IV Novembre), Via Arginone, Mura di Porta Po fino a Via Canapa, Viale Po fino al sottopasso ferroviario, Via Modena (lato dispari) fino al ponte sul canale Boicelli, Mizzana, Cassana e Porotto fino ai confini del Comune di Ferrara. |

| Impresa | Colori         | Territorio |
| ------- | -------------- | --- |
| Idra    | Giallo e Rosso | Barriera di Porta Reno, Via Bologna (lato dispari) fino al Ponte di S. Paolo, circonvallazione fuori le Mura, quartieri di S. Giorgio, Quacchio, Villa Fulvia e Aguscello, Via Pomposa (lato pari), Via Comacchio (centri abitati di Borgo Margherita, Cona, Codrea, Cocomaro di Cona e Cocomaro di Focomorto, Quartesana), Via Ravenna (centri abitati di Fossanova San Marco, Gorgo, Gaibanella-Sant'Egidio, Gaibana, Monestirolo) e San Bartolomeo in Bosco. |

| Impresa       | Colori      | Territorio |
| ------------- | ----------- | --- |
| Lince bendata | Rosso e Blu | Via Pomposa (lato dispari, fino al limite del Comune di Ferrara), Viale Po (lato dispari), zona Doro, Via Modena (lato pari, fino al canale Boicelli, lato destro), zona esterna mura di Via Pomposa, agglomerati di Casaglia e Ravalle (fino al limite del Comune di Ferrara). |

| Impresa             | Colori        | Territorio |
| ------------------- | ------------- | --- |
| Paraduro (steccato) | Rosso e Verde | Dal canale di Marrara costeggiando il Po di Volano fino alla ferrovia per Bologna; per via Bologna (entrambi i lati dal ponte di Porta Reno) fino a Montalbano, compresi gli agglomerati di Chiesuol del Fosso, San Martino, Marrara e territori limitrofi (escluso l'abitato di San Bartolomeo in Bosco). |

### Rioni
| Impresa  | Colori           | Territorio |
| -------- | ---------------- | --- |
| Diamante | Bianco e Azzurro | Barriera di Porta Po, Viale Cavour (lato pari), Corso Ercole I D'Este (lato dispari), Mura degli Angeli fino alla Barriera di Porta Po. |

| Impresa            | Colori        | Territorio |
| ------------------ | ------------- | --- |
| Aquila sulla ruota | Bianco e Nero | Corso Porta Reno (lato dispari), Corso Martiri della Libertà (lato dispari), Viale Cavour (lato dispari), Corso Isonzo (lato dispari), Via Darsena, Via Bologna (lato pari) fino al ponte di San Paolo, Piazza Travaglio (lato via Piangipane). |

| Impresa  | Colori         | Territorio |
| -------- | -------------- | --- |
| Unicorno | Giallo e Viola | Corso della Giovecca (lato pari), Corso Martiri della Libertà (lato pari), Corso Porta Reno (lato dispari), Piazza Travaglio (lato Via S. Romano), circonvallazione entro le Mura fino a Piazzale Medaglie d'Oro. |

| Impresa           | Colori         | Territorio |
| ----------------- | -------------- | --- |
| Granata svampante | Giallo e Verde | Corso della Giovecca (lato dispari), Corso Ercole I d'Este (lato pari), Mura degli Angeli (fino a Piazzale Medaglie d'Oro). |

## Edizione del 2006 e sicurezza
Domenica 28 maggio 2006 si è svolta l'edizione più drammatica del Palio di Ferrara. La gara dei cavalli si è svolta in maniera regolare per due giri. Al secondo giro è iniziata una serie di cadute che hanno portato al ferimento del fantino Gingillo, che correva per San Giacomo, alla caduta di due cavalli e all'azzoppamento di altri due; dei cavalli coinvolti negli incidenti Baonero, di proprietà dello stesso Gingillo e Blasco, montato da Alessio Corda per San Giovanni, sono stati abbattuti mentre In Space, cavallo di San Benedetto montato da Voragine ha riportato una ferita che ne ha compromesso definitivamente la partecipazione a corse future. La colpa è stata data alle cattive condizioni della pista, in concomitanza con l'eccessiva velocità dei cavalli. Pur non rientrando tra i fattori causali, come invece era stato sostenuto nelle prime ore successive alla corsa, il comportamento scorretto di alcuni fantini (Gingillo e Il Bufera, fantino della Contrada San Giorgio) è stato comunque punito alcuni giorni dopo la gara con quattro anni di squalifica. In seguito agli incidenti dell'edizione 2006, l'Ente Palio di Ferrara ha vagliato alcune sostanziali modifiche da apportare allo svolgimento della corsa dei cavalli per le future edizioni, per garantire maggiore sicurezza a persone e animali. Una prima soluzione individuata è quella di bandire i cavalli purosangue dalla corsa, ritenuti troppo veloci e non adatti alle caratteristiche della pista, adottando i cavalli mezzosangue iscritti al "Protocollo di Siena" (o che abbiano corso almeno due gare nei palii di provincia). Per il terreno della pista si è inoltre adottato un misto di sabbia e limo per rallentare la velocità dei cavalli. A livello di regolamento è stato inoltre adottato il concetto della "responsabilità oggettiva" delle Contrade per eventuali scorrettezze compiute dai fantini o dagli stessi contradaioli. Infine, si è introdotto il doppio controllo antidoping sui cavalli, da effettuare sia prima che immediatamente dopo lo svolgimento della corsa. Tali modifiche, attuate a partire dall'edizione 2007, sembrano avere avuto effetto, poiché il Palio si è svolto regolarmente e non ci sono state conseguenze per fantini e cavalli.

## Albo d'Oro del Palio di Ferrara
Albo d'Oro:

### Edizioni dal 1969 al 2025
| Anno | Corsa dei putti                                                                       | Corsa delle putte                                                                     | Corsa delle asine                                                                     | Corsa dei cavalli                                                                     |
| ---- | ------------------------------------------------------------------------------------- | ------------------------------------------------------------------------------------- | ------------------------------------------------------------------------------------- | ------------------------------------------------------------------------------------- |
| 2025 | Borgo San Giacomo                                                                     | Borgo San Giorgio                                                                     | Rione Santo Spirito                                                                   | Borgo San Giacomo                                                                     |
| 2024 | Borgo San Giacomo                                                                     | Rione Santa Maria in Vado                                                             | Borgo San Luca                                                                        | Borgo San Giovanni                                                                    |
| 2023 | Rione San Paolo                                                                       | Borgo San Giacomo                                                                     | Rione San Benedetto                                                                   | Borgo San Giacomo                                                                     |
| 2022 | Borgo San Giacomo                                                                     | Borgo San Giacomo                                                                     | Rione Santo Spirito                                                                   | Borgo San Giacomo                                                                     |
| 2021 | Nel 2021 le corse del Palio non hanno avuto luogo a causa della pandemia di COVID-19. | Nel 2021 le corse del Palio non hanno avuto luogo a causa della pandemia di COVID-19. | Nel 2021 le corse del Palio non hanno avuto luogo a causa della pandemia di COVID-19. | Nel 2021 le corse del Palio non hanno avuto luogo a causa della pandemia di COVID-19. |
| 2020 | Nel 2020 le corse del Palio non hanno avuto luogo a causa della pandemia di COVID-19. | Nel 2020 le corse del Palio non hanno avuto luogo a causa della pandemia di COVID-19. | Nel 2020 le corse del Palio non hanno avuto luogo a causa della pandemia di COVID-19. | Nel 2020 le corse del Palio non hanno avuto luogo a causa della pandemia di COVID-19. |
| 2019 | Borgo San Giacomo                                                                     | Rione San Paolo                                                                       | Rione San Benedetto                                                                   | Borgo San Luca                                                                        |
| 2018 | Borgo San Giacomo                                                                     | Rione San Paolo                                                                       | Borgo San Luca                                                                        | Rione San Paolo                                                                       |
| 2017 | Borgo San Giorgio                                                                     | Rione San Paolo                                                                       | Borgo San Giovanni                                                                    | Borgo San Giorgio                                                                     |
| 2016 | Rione San Paolo                                                                       | Rione San Paolo                                                                       | Borgo San Luca                                                                        | Borgo San Giovanni                                                                    |
| 2015 | Borgo San Luca                                                                        | Borgo San Luca                                                                        | Borgo San Luca                                                                        | Borgo San Giacomo                                                                     |
| 2014 | Borgo San Giovanni                                                                    | Borgo San Giorgio                                                                     | Rione San Benedetto                                                                   | Rione San Paolo                                                                       |
| 2013 | Rione Santo Spirito                                                                   | Rione San Benedetto                                                                   | Rione Santa Maria in Vado                                                             | Borgo San Giacomo                                                                     |
| 2012 | Borgo San Giovanni                                                                    | Borgo San Giovanni                                                                    | Borgo San Luca                                                                        | Rione San Benedetto                                                                   |
| 2011 | Borgo San Giovanni                                                                    | Rione Santa Maria in Vado                                                             | Borgo San Giacomo                                                                     | Borgo San Giacomo                                                                     |
| 2010 | Borgo San Giovanni                                                                    | Rione San Benedetto                                                                   | Rione San Paolo                                                                       | Borgo San Giorgio                                                                     |
| 2009 | Borgo San Giovanni                                                                    | Rione San Benedetto                                                                   | Rione Santa Maria in Vado                                                             | Rione San Benedetto                                                                   |
| 2008 | Borgo San Luca                                                                        | Borgo San Luca                                                                        | Rione San Benedetto                                                                   | Borgo San Giorgio                                                                     |
| 2007 | Borgo San Luca                                                                        | Borgo San Luca                                                                        | Borgo San Luca                                                                        | Rione Santo Spirito                                                                   |
| 2006 | Borgo San Luca                                                                        | Borgo San Giacomo                                                                     | Borgo San Luca                                                                        | -                                                                                     |
| 2005 | Borgo San Giovanni                                                                    | Borgo San Luca                                                                        | Borgo San Giorgio                                                                     | Rione San Benedetto                                                                   |
| 2004 | Rione Santo Spirito                                                                   | Borgo San Luca                                                                        | Borgo San Giorgio                                                                     | Rione Santo Spirito                                                                   |
| 2003 | Rione Santo Spirito                                                                   | Borgo San Giacomo                                                                     | Rione San Paolo                                                                       | Borgo San Giacomo                                                                     |
| 2002 | Rione Santo Spirito                                                                   | Borgo San Giacomo                                                                     | Borgo San Giacomo                                                                     | Borgo San Giorgio                                                                     |
| 2001 | Borgo San Giorgio                                                                     | Borgo San Giacomo                                                                     | Borgo San Giorgio                                                                     | Borgo San Giacomo                                                                     |
| 2000 | Borgo San Giorgio                                                                     | Rione San Benedetto                                                                   | Rione San Benedetto                                                                   | Borgo San Giacomo                                                                     |
| 1999 | Borgo San Giovanni                                                                    | Rione San Benedetto                                                                   | Borgo San Giorgio                                                                     | Borgo San Giovanni                                                                    |
| 1998 | Rione Santo Spirito                                                                   | Rione San Benedetto                                                                   | Rione San Benedetto                                                                   | Rione Santo Spirito                                                                   |
| 1997 | Rione San Paolo                                                                       | Rione Santo Spirito                                                                   | Borgo San Giacomo                                                                     | Borgo San Giacomo                                                                     |
| 1996 | Borgo San Giovanni                                                                    | Borgo San Luca                                                                        | Borgo San Giovanni                                                                    | Borgo San Giorgio                                                                     |
| 1995 | Rione Santo Spirito                                                                   | Borgo San Luca                                                                        | Borgo San Giovanni                                                                    | Rione San Benedetto                                                                   |
| 1994 | Rione Santa Maria in Vado                                                             | Borgo San Luca                                                                        | Borgo San Giovanni                                                                    | Borgo San Giacomo                                                                     |
| 1993 | Borgo San Giorgio                                                                     | Borgo San Giovanni                                                                    | Borgo San Giovanni                                                                    | Rione Santo Spirito                                                                   |
| 1992 | Borgo San Giovanni                                                                    | Borgo San Giovanni                                                                    | Borgo San Giovanni                                                                    | Rione Santo Spirito                                                                   |
| 1991 | Borgo San Giorgio                                                                     | Borgo San Giovanni                                                                    | Borgo San Giovanni                                                                    | Borgo San Luca                                                                        |
| 1990 | Borgo San Giovanni                                                                    | Borgo San Giovanni                                                                    | Borgo San Giovanni                                                                    | Borgo San Giacomo                                                                     |
| 1989 | Rione Santo Spirito                                                                   | Rione San Paolo                                                                       | Borgo San Giovanni                                                                    | Borgo San Giacomo                                                                     |
| 1988 | Rione Santo Spirito                                                                   | Borgo San Giovanni                                                                    | Borgo San Giovanni                                                                    | Borgo San Giovanni                                                                    |
| 1987 | Borgo San Giovanni                                                                    | Borgo San Giovanni                                                                    | Borgo San Giovanni                                                                    | Rione San Paolo                                                                       |
| 1986 | Borgo San Giacomo                                                                     | Rione San Benedetto                                                                   | Rione San Benedetto                                                                   | Borgo San Giacomo                                                                     |
| 1985 | Rione Santa Maria in Vado                                                             | Rione San Paolo                                                                       | Rione San Benedetto                                                                   | Borgo San Giorgio                                                                     |
| 1984 | Rione Santa Maria in Vado                                                             | Borgo San Luca                                                                        | Rione San Benedetto                                                                   | Borgo San Luca                                                                        |
| 1983 | Borgo San Luca                                                                        | Borgo San Luca                                                                        | Rione San Benedetto                                                                   | Borgo San Giorgio                                                                     |
| 1982 | Rione San Benedetto                                                                   | Borgo San Giovanni                                                                    | Rione San Benedetto                                                                   | Rione Santa Maria in Vado                                                             |
| 1981 | Rione San Benedetto                                                                   | Borgo San Giovanni                                                                    | Borgo San Giovanni                                                                    | Rione Santo Spirito                                                                   |
| 1980 | Borgo San Giorgio                                                                     | Borgo San Giovanni                                                                    | Rione Santo Spirito                                                                   | Borgo San Giorgio                                                                     |
| 1979 | Rione Santa Maria in Vado                                                             | Rione Santo Spirito                                                                   | Rione Santo Spirito                                                                   | Borgo San Giovanni                                                                    |
| 1978 | Rione Santa Maria in Vado                                                             | Rione Santa Maria in Vado                                                             | Rione Santo Spirito                                                                   | Rione Santa Maria in Vado                                                             |
| 1977 | Rione Santa Maria in Vado                                                             | Rione Santa Maria in Vado                                                             | Rione Santo Spirito                                                                   | Rione Santa Maria in Vado                                                             |
| 1976 | Rione Santa Maria in Vado                                                             | Rione Santa Maria in Vado                                                             | Rione Santo Spirito                                                                   | Borgo San Giacomo                                                                     |
| 1975 | Rione San Benedetto                                                                   | Borgo San Giovanni                                                                    | Rione Santa Maria in Vado                                                             | Rione San Paolo                                                                       |
| 1974 | Rione Santa Maria in Vado                                                             | Borgo San Giovanni                                                                    | Rione Santa Maria in Vado                                                             | Rione Santa Maria in Vado                                                             |
| 1973 | Borgo San Luca                                                                        | Borgo San Giovanni                                                                    | Borgo San Giovanni                                                                    | Borgo San Giacomo                                                                     |
| 1972 | Rione Santa Maria in Vado                                                             | Borgo San Giovanni                                                                    | Rione Santa Maria in Vado                                                             | Rione Santo Spirito                                                                   |
| 1971 | Borgo San Giovanni                                                                    | Borgo San Giovanni                                                                    | Rione Santa Maria in Vado                                                             | Borgo San Giorgio                                                                     |
| 1970 | Rione Santo Spirito                                                                   | Rione San Benedetto                                                                   | Rione Santo Spirito                                                                   | -                                                                                     |
| 1969 | Rione San Benedetto                                                                   | Rione Santo Spirito                                                                   | -                                                                                     | -                                                                                     |

### Edizioni dal 1933 al 1939
| Anno | Corsa delle putte                                                                                                   | Corsa dei fanti | Corsa dei somari | Corsa dei cavalli                                                                                                   |
| ---- | --- | --- | --- | --- |
| 1939 | Rione San Paolo | Rione Santa Maria in Vado                                                                                           | Rione San Benedetto                                                                                                 | Rione Santa Maria in Vado                                                                                           |
| 1938 | Rione San Paolo | Bondeno | Rione San Benedetto                                                                                                 | Borgo San Giorgio                                                                                                   |
| 1937 | Rione San Paolo | Rione Santo Spirito                                                                                                 | Rione San Benedetto                                                                                                 | Rione Santa Teresa                                                                                                  |
| 1936 | Rione Santa Teresa                                                                                                  | Rione Santa Teresa                                                                                                  | Borgo San Giorgio                                                                                                   | Borgo San Luca |
| 1935 | Viene effettuato in un'unica corsa podistica denominata "Staffetta dei Rioni" e vinta dal Rione Santa Maria in Vado | Viene effettuato in un'unica corsa podistica denominata "Staffetta dei Rioni" e vinta dal Rione Santa Maria in Vado | Viene effettuato in un'unica corsa podistica denominata "Staffetta dei Rioni" e vinta dal Rione Santa Maria in Vado | Viene effettuato in un'unica corsa podistica denominata "Staffetta dei Rioni" e vinta dal Rione Santa Maria in Vado |
| 1934 | Rione Santa Maria in Vado                                                                                           | Rione San Paolo | Rione San Paolo | Borgo San Luca |
| 1933 | Borgo San Giorgio                                                                                                   | Rione Santo Spirito                                                                                                 | Rione San Paolo | Rione San Paolo |

## Statistiche
Statistiche aggiornate dopo il Palio del 2025.

### Vittorie per Contrada
| Contrada                  | Corsa dei putti/fanti | Corsa delle putte | Corsa delle asine/dei somari | Corsa dei cavalli | Vittorie totali |
| ------------------------- | --------------------- | ----------------- | ---------------------------- | ----------------- | --------------- |
| Rione San Benedetto       | 4                     | 8                 | 14                           | 4                 | 30              |
| Borgo San Giacomo         | 6                     | 6                 | 3                            | 16                | 31              |
| Borgo San Giorgio         | 6                     | 3                 | 5                            | 10                | 24              |
| Borgo San Giovanni        | 12                    | 15                | 13                           | 5                 | 45              |
| Borgo San Luca            | 6                     | 10                | 7                            | 5                 | 28              |
| Rione San Paolo           | 4                     | 9                 | 4                            | 5                 | 22              |
| Rione Santa Maria in Vado | 11                    | 6                 | 6                            | 5                 | 28              |
| Rione Santo Spirito       | 11                    | 3                 | 8                            | 7                 | 29              |
| Rione Santa Teresa        | 1                     | 1                 | 0                            | 1                 | 3               |
| Bondeno                   | 1                     | 0                 | 0                            | 0                 | 1               |
| Totali                    | 62                    | 61                | 60                           | 58                | 241             |

Nella tabella sono conteggiate tutte le vittorie delle edizioni dal 1933 al 1939 e delle edizioni dal 1969 ad oggi. Il Palio del 1935 viene conteggiato nella colonna "Corsa dei putti/fanti".

### Anni di ritardo dall'ultima vittoria
| Contrada                  | Corsa dei putti (Ultima vittoria) | Corsa dei putti (Ritardo in anni) | Corsa delle putte (Ultima vittoria) | Corsa delle putte (Ritardo in anni) | Corsa delle asine (Ultima vittoria) | Corsa delle asine (Ritardo in anni) | Corsa dei cavalli (Ultima vittoria) | Corsa dei cavalli (Ritardo in anni) |
| ------------------------- | --------------------------------- | --------------------------------- | ----------------------------------- | ----------------------------------- | ----------------------------------- | ----------------------------------- | ----------------------------------- | ----------------------------------- |
| Rione San Benedetto       | 1982                              | 43                                | 2013                                | 12                                  | 2023                                | 2                                   | 2012                                | 13                                  |
| Borgo San Giacomo         | 2025                              | 0                                 | 2023                                | 2                                   | 2011                                | 14                                  | 2025                                | 0                                   |
| Borgo San Giorgio         | 2017                              | 8                                 | 2025                                | 0                                   | 2005                                | 20                                  | 2017                                | 8                                   |
| Borgo San Giovanni        | 2014                              | 11                                | 2012                                | 13                                  | 2017                                | 8                                   | 2024                                | 1                                   |
| Borgo San Luca            | 2015                              | 10                                | 2015                                | 10                                  | 2024                                | 1                                   | 2019                                | 6                                   |
| Rione San Paolo           | 2023                              | 2                                 | 2019                                | 6                                   | 2010                                | 15                                  | 2018                                | 7                                   |
| Rione Santa Maria in Vado | 1994                              | 31                                | 2024                                | 1                                   | 2013                                | 12                                  | 1982                                | 43                                  |
| Rione Santo Spirito       | 2013                              | 12                                | 1997                                | 28                                  | 2025                                | 0                                   | 2007                                | 18                                  |

La Contrada che da più tempo non vince il palio di San Giorgio è detta Contrada nonna. Al 2025 la Contrada nonna è il  Rione Santa Maria in Vado.